# Hornera edwardsii
Hornera edwardsii är en mossdjursart som beskrevs av d'Archiac 1847. Hornera edwardsii ingår i släktet Hornera och familjen Horneridae. Inga underarter finns listade i Catalogue of Life.